# 뉴기니반지꼬리주머니쥐속
뉴기니반지꼬리주머니쥐속(Pseudochirulus)은 쿠스쿠스과에 속하는 유대류 속의 하나이다. 인도네시아와 파푸아뉴기니 그리고 오스트레일리아 퀸즐랜드주의 토착종이다. 나무 위에서 생활하며, 주요 먹이는 나무의 잎으로 이루어져 있다. 5개 속, 여우원숭이반지꼬리주머니쥐속과 주머니날다람쥐속, 바위반지꼬리주머니쥐속, 반지꼬리주머니쥐속, 초록반지꼬리주머니쥐속과 관련이 있다.

## 하위 종
8종으로 이루어져 있다.
- 저지대반지꼬리주머니쥐 (Pseudochirulus canescens)
- 웨이랜드반지꼬리주머니쥐 (Pseudochirulus caroli)
- 데인트리반지꼬리주머니쥐 (Pseudochirulus cinereus)
- 이끼숲반지꼬리주머니쥐 (Pseudochirulus forbesi)
- 허버트강반지꼬리주머니쥐 (Pseudochirulus herbertensis)
- 가면반지꼬리주머니쥐 (Pseudochirulus larvatus)
- 피그미반지꼬리주머니쥐 (Pseudochirulus mayeri)
- 도베라이반지꼬리주머니쥐 (Pseudochirulus schlegeli)